# 库尔西瓦勒
库尔西瓦勒（法語：Courcival，法語發音：[kuʁsival]）是法国萨尔特省的一个市镇，属于马梅尔斯区。

## 地理
库尔西瓦勒（48°13'45"N, 0°23'49"E）面积8.94 平方千米，位于法国卢瓦尔河地区大区萨尔特省，该省份为法国西北部内陆省份，北起顺时针与奥恩省、厄尔-卢瓦省、卢瓦-谢尔省、安德尔-卢瓦尔省、曼恩-卢瓦尔省和马耶讷省接壤，是法国大西部的入口，连接卢瓦尔河谷、布列塔尼和巴黎盆地。
与库尔西瓦勒接壤的市镇（或旧市镇、城区）包括：诺韦、若泽、珀赖、鲁佩鲁勒科凯、圣艾尼昂、圣科姆昂韦赖。

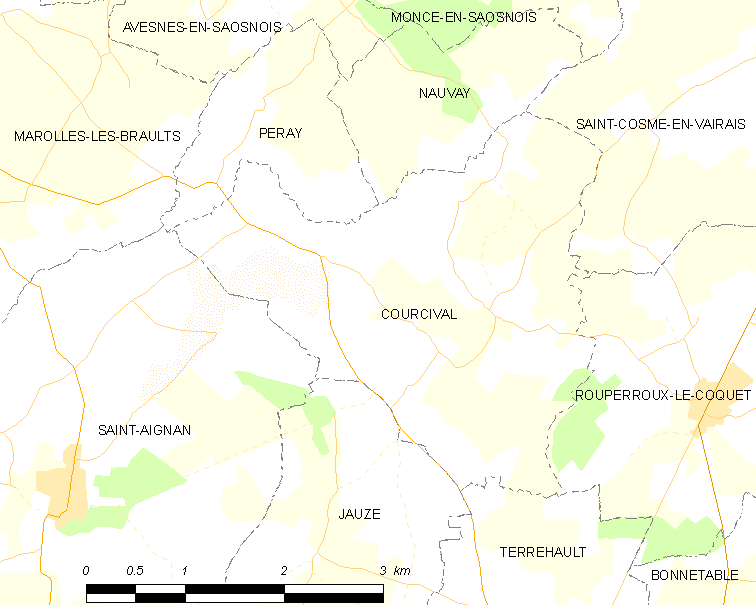
库尔西瓦勒的OSM定位图

库尔西瓦勒的时区为UTC+01:00、UTC+02:00（夏令时）。

## 行政
库尔西瓦勒的邮政编码为72110，INSEE市镇编码为72102。

## 政治
库尔西瓦勒所属的省级选区为博内塔布勒县。

## 人口

1962-2008年间库尔西瓦勒人口变化图示

库尔西瓦勒于2022年1月1日时的人口数量为83人。